# إيك هيليارد
إيك هيليارد (بالإنجليزية: Ike Hilliard) هو لاعب كرة قدم أمريكية أمريكي، ولد في 5 أبريل 1976 في باترسون في الولايات المتحدة.

## وصلات خارجية
- إيك هيليارد على موقع مرجع كرة القدم المحترفة.كوم (الإنجليزية)